# 小田裕太郎
小田裕太郎（日语：小田 裕太郎；2001年8月12日—），日本足球運動員，司職前鋒，現效力日本甲組職業足球聯賽球隊湘南比馬。

## 俱樂部生涯
小田裕太郎出生于2001年8月12日，2019年进入神户胜利船一线队，为球队出战60次打入3球。
神户胜利船官方宣布，前锋小田裕太郎正式转会加盟苏超球队赫斯。
当地时间1月18日，苏超第22轮，哈茨5-0击败阿伯丁的比赛中，小田裕太郎在比赛第85分钟替补登场，完成了加盟哈茨后的正式比赛首秀。

## 國家隊生涯
2022年3月23日，迪拜杯小组赛，日本U23对阵克罗地亚U23，小田裕太郎打入比赛唯一进球，帮助球队1-0取胜。
2022年5月25日，日本足协官方公布参加U23亚洲杯的名单，小田裕太郎入围。

## 外部連結
- 小田裕太郎的X（前Twitter）
- 小田裕太郎的Instagram帳戶